# Xi Zhongxun

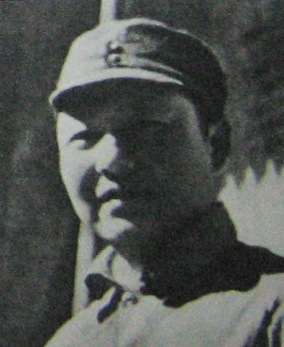
Xi Zhongxun, 1946

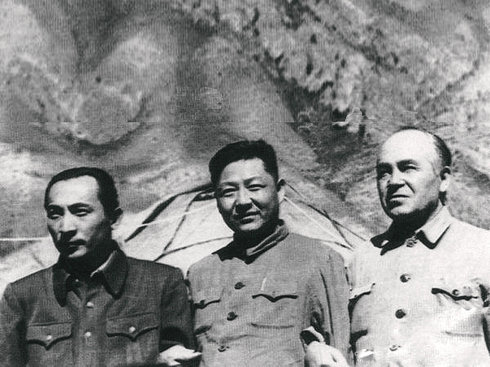
Xi Zhongxun (Mitte) mit den Xinjiang-Führern Burhan Shahidi (rechts) und Səypidin Əzizi (links) im Jahr 1952.

Xi Zhongxun (chinesisch 習仲勛 / 习仲勋, Pinyin Xí Zhòngxūn) (* 15. Oktober 1913 in Fuping (Weinan), Shaanxi; † 24. Mai 2002) war ein kommunistischer chinesischer Politiker und Revolutionär sowie Mitglied des Staatsrats der Volksrepublik China. Er wird der ersten Führungsgeneration in der Volksrepublik China zugerechnet. Er war der Vater von Xi Jinping.

## Leben
Xi Zhongxun wurde im Mai 1926 Mitglied des kommunistischen Jugendverbands Chinas und 1928 der Kommunistischen Partei Chinas. Er war einer der Begründer der kommunistischen Herrschaft in Yan’an, dem Ziel des Langen Marsches 1935. 1956 wurde er auf dem VIII. Parteitag zum Mitglied des Zentralkomitees gewählt. 1959 wurde er stellvertretender Ministerpräsident Chinas, bis er 1962 bei der kommunistischen Partei in Ungnade fiel und aller Ämter enthoben wurde, ihm wurde mangelnde Loyalität zu Mao Zedong vorgeworfen.
Nach dem Ende der Kulturrevolution 1978 vollständig rehabilitiert, wurde er Gouverneur der Provinz Guangdong. Bei Deng Xiaoping erreichte er 1979 die Erlaubnis zur Einführung der ersten Sonderwirtschaftszonen. 1981 wurde er zum stellvertretenden Vorsitzenden des Ständigen Ausschusses des Nationalen Volkskongresses gewählt und 1982 zum Mitglied des Politbüros. Er war Parteigänger von Hu Yaobang, dem liberalen Generalsekretär der Kommunistischen Partei Chinas seit 1980, der 1987 abgesetzt wurde. 1988 zog er sich ins Privatleben zurück und lebte die meiste Zeit in Shenzhen. Er verurteilte später das Tian’anmen-Massaker 1989. Danach wurde er selten in der Öffentlichkeit gesehen.
Xi Zhongxun war der Mentor von Hu Jintao und Wen Jiabao.
Er hatte aus erster Ehe drei Kinder, einen Sohn und zwei Töchter, und aus zweiter Ehe vier Kinder, zwei weitere Töchter und zwei Söhne, darunter Xi Jinping.